# برناردو ليتون
برناردو ليتون (بالإسبانية: Bernardo Leighton Guzmán)‏ (و. 1909 – 1995 م) هو سياسي، ومحام من تشيلي .